# Elisabet Tursynbajewa
Elisabet Tursynbajewa (kasachisch Элизабет Тұрсынбаева; * 14. Februar 2000 in Moskau, Russland) ist eine ehemalige kasachische Eiskunstläuferin. Sie wurde 2019 sowohl die Vize-Weltmeisterin als auch Vize-Vier-Kontinente-Meisterin. Ferner ist sie die erste Frau, welche einen Vierfach-Sprung während eines Wettbewerbs stehen konnte.
Wegen einer chronischen Rückenverletzung gab sie im September 2021 ihr Karriereende bekannt.

## Biographie
Tursynbajewa kam durch ihren älteren Bruder Timur zum Eiskunstlauf. Nach der Saison 2014/15 zog sie nach Kanada, um dort unter dem ehemaligen Weltmeister Brian Orser zu trainieren. Nachdem sie in den kommenden Jahren immer wieder auf die Podien verschiedener Wettbewerbe der Challenger-Serie, nicht jedoch auf die der Grand-Prix-Serie, Weltmeisterschaften oder das der Olympischen Spiele 2018 kam, wechselte sie zurück zu ihrer alten Trainerin Eteri Tutberidse nach Moskau. Hier wurde sie unter anderem Teamkollegin der Olympiasiegerin Alina Sagitowa.
Die folgende Saison wurde zur bisher erfolgreichsten für Tursynbajewa. Sie gewann bei den Vier-Kontinente-Meisterschaften und den Weltmeisterschaften die Silbermedaille. Zudem stand sie in der Kür der WM als erste Frau in diesem Wettbewerb einen Vierfachsprung (Vierfach-Salchow).
Tursynbajewa studiert Musik in Moskau.

## Ergebnisse
GP: ISU-Grand-Prix-Serie; CS: ISU-Challenger-Serie; JGP: ISU-Junior-Grand-Prix-Serie
| Wettbewerb/Saison                 | 2012–13       | 2013–14       | 2014–15       | 2015–16       | 2016–17       | 2017–18       | 2018–19       |
| International                     | International | International | International | International | International | International | International |
| --------------------------------- | ------------- | ------------- | ------------- | ------------- | ------------- | ------------- | ------------- |
| Olympische Winterspiele           |               |               |               |               |               | 12.           |               |
| Weltmeisterschaften               |               |               |               | 12.           | 9.            | 11.           | 2.            |
| Vier-Kontinente-Meisterschaften   |               |               |               |               | 8.            | 12.           | 2.            |
| GP Cup of Russia                  |               |               |               |               | 5.            | 8.            | 6.            |
| GP NHK Trophy                     |               |               |               |               | 8.            |               |               |
| GP Skate America                  |               |               |               | 4.            |               |               |               |
| GP Skate Canada                   |               |               |               | 7.            |               |               | 5.            |
| GP Trophée Eric Bompard           |               |               |               |               |               | 5.            |               |
| CS Autumn Classic                 |               |               |               |               | 3.            | 3.            |               |
| CS Finlandia                      |               |               |               |               |               |               | 2.            |
| CS Golden Spin                    |               |               |               | 2.            |               |               |               |
| CS Ice Star                       |               |               |               |               |               | 1.            |               |
| CS Ondrej Nepela                  |               |               |               |               |               |               | 2.            |
| CS Tallinn Trophy                 |               |               |               | 2.            |               |               |               |
| CS U.S. Classic                   |               |               |               | 2.            | 7.            |               |               |
| Asienspiele                       |               |               |               |               | 3.            |               |               |
| Universiade                       |               |               |               |               |               |               | 2.            |
| International: Junioren           |               |               |               |               |               |               |               |
| Olympische Jugendspiele           |               |               |               | 3.            |               |               |               |
| Juniorenweltmeisterschaften       |               | 11.           | 4.            | 5.            | Z             |               |               |
| JGP Deutschland                   |               |               | 2.            |               |               |               |               |
| JPG Estland                       |               | 5.            |               |               |               |               |               |
| JPG Japan                         |               |               | 3.            |               |               |               |               |
| JPG Weißrussland                  |               | 2.            |               |               |               |               |               |
| National                          |               |               |               |               |               |               |               |
| Kasachische Meisterschaften       |               |               | 1.            | 1.            | 1.            |               |               |
| Russische Juniorenmeisterschaften | 13.           |               |               |               |               |               |               |